# Санкт-Петербургский драгунский полк (1701)
Санкт-Петербургский драгунский полк — кавалерийская воинская часть Русской армии, сформированная в 1701 году и упразднённая в 1712 году.

## История
В июле 1701 года в Москве из дворянских недорослей заокских, подмосковных и низовых городов сформирован Драгунский полковника Никиты Ивановича Полуэктова полк, в составе 10 драгунских рот.
18 июля 1702 года полк назван Драгунским полковника Василия Васильевича Григорова полком.
В 1705 году в полку образована гренадерская рота.
С октября 1705 года — Драгунский генерал-майора Ягана Христиановича Генскина полк.
В октябре 1706 года назван Санкт-Петербургским драгунским полком.
23 января 1709 года гренадерская рота выделена на сформирование Драгунского-гренадерского полковника Гаврилы Семёновича Кропотова полка.
В 1711 году утверждён штат полка в составе 10 драгунских рот.
В ноябре 1712 года, во время Померанской экспедиции, полк приказано расформировать, а личный состав направить на пополнение других драгунских полков.

## Боевые действия
Полк принял участие в Северной войне.
29 декабря 1701 года три роты полка участвовали в сражении при Эрестфере, а остальные роты 19—24 января 1702 года — в набеге на мызу Алосков.
17 июля 1702 года принял участие в бою при переправе через р. Эмбах, а 18 июля — в сражении при Гуммельсгофе.
5—6 августа 1702 года участвовал в бою при мызе Мензе, с 13 по 20 августа — в походе к Вольмару, и с 20 августа — на осаде Мариенбурга.
1 января 1703 года принял участие в бою под Ивангородом и Нарвой. 8 мая 1703 года участвовал в деле на р. Луге под Ямбургом, а 13—14 мая — во взятии Ямбурга, после чего действовал между Ямбургом и Нарвой.
14 июля 1703 года часть полка, в составе сводного полка князя Г. Волконского, участвовала в деле на р. Нарове и сожжении шведского корабля.
В августе — сентябре 1703 года в составе корпуса Б. П. Шереметева — в боевом походе по Эстляндии и северной Лифляндии.
В июле 1704 года задействован в осаде Дерпта и его штурме 14 июля 1704 года, после чего переведён под Нарву.
27 июля 1709 года принял участие в Полтавской битве.
В 1711 году полк участвовал в Прутском походе, 7 июля — в сражении на р. Прут.
В 1711 году направлен для участия в Померанской экспедиции, в ходе которой был расформирован.

## Командиры
- 1701—1702 — полковник Полуэктов, Никита Иванович
- 1702—1705 — полковник Григоров, Василий Васильевич